# Готфрид II фон Лоон-Хайнсберг
Готфрид II (III) фон Лоон-Хайнсберг (на немски: Gottfried II (III) von Spanheim, Count von Loon und Heinsberg; * ок. 1325/пр. 1354, Хайнсберг; † 1395) от род Спанхайми, е граф на Лоон и Шини, господар на Льовенберг, Хайнсберг и Даленбруг. Той живее в Нидерландия.

## Произход
Той е син на Йохан I (Ян) фон Хайнсберг (ок. 1304; † 1334), граф на Хайнсберг и Даленбройх, и съпругата му Катарина фон Фоорне († 1366) († 1366), дъщеря на Хайнрих фон Фоорне, господар на Акой † 1330) и Алайдис ван Куик. Внук е на Готфрид I фон Хайнсберг († 1331) и Мехтилд (Матилда) фон Лоон († 1313), дъщеря на Арнолд V фон Лоон († 1328).
Племенник е на Дитрих III фон Хайнсберг († 1361), граф на Льовен-Шини, господар на Хайнсберг и Бланкенберг от род Спанхайми, и получава от него Лоон и Шини. Епископът на Лиеж Енгелберт III обаче му взема Лоон.

## Фамилия
Готфрид II фон Лоон-Хайнсберг се жени на 1 или 7 февруари 1357 г. за херцогиня Филипа фон Юлих († 24 август 1390), дъщеря на херцог Вилхелм I фон Юлих († 1361) и Йохана от Холандия-Хенегау († 1374). Те имат четири деца:
- Йохан (Ян) II фон Лоон-Хайнсберг (* пр. 1359/1381; † 24 юни 1438), граф на Лоон-Хайнсберг, господар на Юлих, Хайнсберг, Льовенберг-Милен, Даленбруг, женен I. 1390 г. за Маргарета ван Генеп, наследничка на Генеп († 4 октомври 1419), II. пр. 14 декември 1423 г. за графиня Анна фон Золмс-Браунфелс († пр. 25 ноември 1433)
- Готфрид († сл. 1398), каноник в Утрехт
- Йохана фон Хайнсберг (Лоон-Спанхайм) († пр. 20 август 1416), омъжена ок. 19 май 1375 г. за Вилем VI фон Хорн-Алтена († 1415)
- Филипа фон Спанхайм-Лоон-Хайнсберг († пр. 30 април 1425), омъжена I. 1394 г. за Герхард фон Томбург-Ландскрон († 1400), II. 1400 г. за граф Гумпрехт I фон Нойенар-Алпен († 1429)
- Катерина фон Лоен-Хайнсберг, омъжена 1389 г. за Гизберт цу Бюрен († сл. 1402)